# Altkirchen (Sauerlach)
Altkirchen ist ein Gemeindeteil von Sauerlach im oberbayerischen Landkreis München.
Das Pfarrdorf liegt etwa 20 Kilometer südlich von München auf der Gemarkung Eichenhausen und hat 298 Einwohner (30. Juni 2021).

## Geschichte

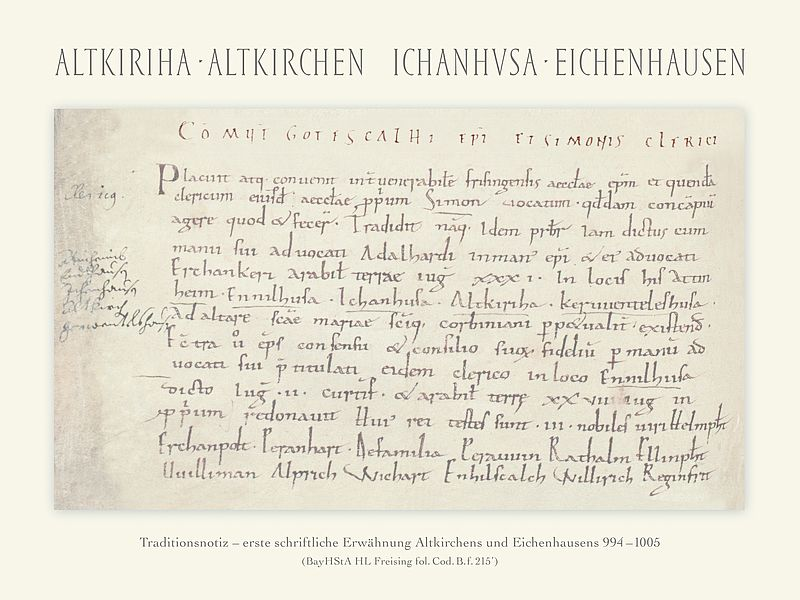

Die erste urkundliche Erwähnung von Altkirchen als „Altkiriha“ erfolgte den Traditionen des Hochstifts Freising zufolge zwischen 994 und 1005, als der unfreie Kleriker Simon mit dem Freisinger Bischof Gottschalk von Hagenau einige Liegenschaften tauschte:

„Tradidit namque idem presbyter iam dictus cum manu sui advocati Adalhardi in manus episcopi et eius advocati Erchankeri arabilis terrae iugera XXXI in locis his Attinheim, Ennilhusa, Ichanhusa, Altkiriha, Keruuenteleshusa ad altare sanctae Mariae sanctique Corbiniani perpetualiter existendum.“

„Denn derselbe schon genannte Priester hat durch die Hand seines Anwalts Adalhard 31 Iugera pflügbaren Boden in Attinheim (Attenham), Ennilhusa (Endlhausen), Ichanhusa (Eichenhausen, bzw. Großeichenhausen und Kleineichenhausen), Altkiriha (Altkirchen) und Keruuenteleshusa (Gerblinghausen) zum ewigen Altar der heiligen Maria und des heiligen Korbinian in die Hände des Bischofs und dessen Anwalt Erchanker übereignet.“

In den Urbaren, den Besitzverzeichnissen der Benediktinerabtei Schäftlarn, ist im Jahre 1327 erstmals von der Dorfkirche St. Margaret die Rede.
Während des Dreißigjährigen Krieges plünderten Schweden im Jahr 1632 das Dorf. Zwischen 1634 und 1635 forderte die Pest zahlreiche Todesopfer, die Pestsäule am Argeter Weg erinnert noch heute daran.
Zusammen mit Groß- und Kleineichenhausen sowie Gumpertshausen bildete Altkirchen ab Anfang des 19. Jahrhunderts eine eigenständige politische Gemeinde. Bei der Gemeindegebietsreform 1978 wurde die Gemeinde Eichenhausen Sauerlach zugeschlagen. Nach wie vor wird Altkirchen von der Landwirtschaft geprägt. Die alten, heute noch gebräuchlichen Hofnamen gehen bis ins 16. Jahrhundert zurück.

## Sehenswürdigkeiten
Siehe auch: Baudenkmäler in Altkirchen
- Kirche St. Margaret, spätgotische Chorturmkirche, gilt als das älteste Gebäude in der Gemeinde Sauerlach. Der romanische Vorgängerbau, den Fachleute ins 12. Jahrhundert. datieren, ist heute noch im östlichen Langhaus erhalten.